# هیساشی هیرای
هیساشی هیرای (انگلیسی: Hisashi Hirai؛  – ) پویانما، طراح شخصیت اهل ژاپن بود.